# 神德王后
神德王后（韓語：신덕왕후；1356年7月12日—1396年9月15日），朝鮮太祖李成桂繼妃，朝鮮王朝第一位生前在位的王妃。本貫谷山康氏，是高麗判三司事、象山府院君康允成和晉山府夫人姜氏的女兒。由於高麗末年盛行一夫多妻制，康氏是李成桂在開城停妻再娶，稱為「京妻」；李成桂另有在故鄉所娶的原配妻子韓氏，稱為「鄉妻」，因此康氏初為側室，在韓氏病故後，康氏成為李成桂繼室。

## 生平
在高麗時代，神德王后出身的谷山康氏本來低賤，不過她的叔父康允忠在高丽忠肃王時官拜護軍，康氏家族開始發跡。之後到高麗恭愍王時，康允忠遭整肅，家道中落。傳說李成桂在谷山府打獵時口渴，邂逅當時在河邊漂洗衣物、還是少女的康氏。李成桂向她要水喝，康氏給他一瓢水，裡面還放了楊柳樹葉。李成桂見狀很不高興，康氏解釋：「天氣熱，水喝太快傷身，吹掉葉子再喝就會喝比較慢。」李成桂因而相當賞識康氏，便一起騎馬回家並娶她為妻。
李成桂頗為寵愛康氏，並說她在即位前後都有功勞。當康氏的繼子李芳遠派人刺殺忠於高麗的重臣鄭夢周之際，李成桂相當不安，斥責兒子擅殺大臣、還揚言要自殺；康氏怒斥丈夫，叫李成桂不要自亂陣腳，才讓他鎮定下來。李成桂年建立朝鮮王朝後，康氏成為朝鮮王妃，獲徽號顯妃。康氏成為王妃後干涉王位繼承，施壓李成桂立她的親生兒子為王儲；於是李成桂不立韓氏的兒子們，在洪武二十五年（1392年）八月二十日，立康氏次子李芳碩王世子。洪武二十九年（1396年）七月，顯妃康氏病故，享年四十一歲；李成桂相當悲傷，輟朝十日，追諡康氏為「神德王太后」。李成桂將愛妻就近埋葬，將陵墓建在漢城內、距離王宮西南僅幾里外處（據稱在今德壽宮附近），稱為貞陵；還在貞陵以東建立「金彩炳燿」的興天寺（貞陵寺），為康氏求冥福。

## 身後
洪武三十一年（1398年），神德王后過世後兩年，發生第一次王子之亂；李芳遠發動政變，康氏的兩個兒子李芳蕃、李芳碩，以及女婿李濟都被殺害。李芳遠後即位為朝鲜太宗，他認為神德王后對自己並無恩惠可言，將李成桂晚年寵幸的誠妃元氏視為繼母，不認神德王后為繼母，也不認為她是太祖正妻。太祖過世後，永樂七年（1409年），太宗藉口陵墓不可以在都城裡，將神德王后貞陵遷走；然而貞陵到新址後就被荒廢，祭祀等禮遇也被取消。貞陵此後荒廢了一百多年，萬曆九年（1581年）後才被重新找到。而太祖為神德王后蓋的興天寺，後來被徵用為公廨，周圍居民不斷偷竊寺中經書、寶物，最後在正德五年（1510年）被儒生縱火焚毀。
康熙八年（1669年），神德王后恢復繼室地位，因而祔廟（入祀宗廟），並上諡號順元顯敬神德王后。大韓帝國建立後，隨著太祖被追尊為皇帝，高宗在光武三年（1899年）追尊神德王后為神德高皇后。

## 家庭

### 祖辈
| 称谓 | 姓名                |
| ---- | ------------------- |
| 祖父 | 康庶 象山伯         |
| 父亲 | 康允成 象山府院君   |
| 母亲 | 晉州姜氏 晉山府夫人 |

### 兄弟姐妹
| 称谓 | 姓名              | 生卒    |
| ---- | ----------------- | ------- |
| 哥哥 | 康有權            |         |
| 哥哥 | 康繼權 象山府院君 | ?－1413 |

### 配偶及子女
| 称谓 | 姓名                        | 生卒       |
| ---- | --------------------------- | ---------- |
| 丈夫 | 李成桂 朝鲜太祖             | 1335－1408 |
| 儿子 | 李芳蕃 抚安大君             | 1381－1398 |
| 媳妇 | 王氏 庆宁翁主、开城府夫人   | 1377－1449 |
| 儿子 | 李芳碩 宜安大君             | 1382－1398 |
| 媳妇 | 富有沈氏 賢嬪、三韩国大夫人 |            |
| 女儿 | 全州李氏 慶順公主           | ？－1407   |
| 女婿 | 李济 兴安君                 | ?－1398    |